# Жерто, Жерар
Жерар Жерто (родился 19 марта 1955 года) — французский академик, инженер-физик, гебраист, специалист по библейским наукам, ассиролог и историк, исследователь древней археологии Ближнего Востока, член Международной ассоциации ассирологов (IAA) и основатель Библейской ассоциации исследований рукописей.
Жерто считает правильным произношение имени бога Иегова, а не Яхве. Жерто оказал влияние на религии Движения Святого Имени. Джо́рдж Крайсса́йдс утверждает, что книга о Жерто не является книгой Свидетелей Иеговы, но рекомендована ими.

## Взносы в стипендию
Жерар Жерто считает, что имя Бога с большой вероятностью произносилось как Иехуа или Иехоа, с еврейской придыхательной Х, как в английском и греческом, и ударением на предпоследний слог. Его книга с длинным названием Имя Бога: его история и произношение полностью посвящена реконструкции произношения тетраграмматона.
Один из методов заключается в сравнительном изучении теонимов – еврейских имён, в состав которых входит тетраграмматон. Почти всегда первый элемент таких имён – Иехо- или Иеху- (Иехошуа, Иехоанан, Иехония, Иехолия и т. д.). При этом варианты на Ио(у)-, реже Ие-, являются просто сокращениями от Иехо(у)- (Иоанн, Иона, Иоав, Иосиф, Иуда и т.д.).
Другой аргумент состоит в том, что тетраграмматон отличается от еврейского имени Иехуда (Иуда) только одной буквой – Д. Убираем Д, получаем современное произношение тетраграмматона на иврите, а древнее не должно сильно отличаться. По его мнению, почти на 100% можно установить, что в тетраграмматоне было четыре слога, а не два, как в варианте Яхве, при этом первый был И, а последний – А.
Третья линия доказательств восходит к авторитетному еврейскому ученому Маймониду, который говорил, что тетраграмматон произносится «согласно его буквам». В еврейском языке одна и та же буква могла служить и согласной, и гласной. При произношении использовался гласный вариант. Гласное произношение тетраграмматона «согласно его буквам» было И-Е-У-А.

## Опубликованные работы
- Gérard Gertoux. Un Historique du nom divin: Un Nom Encens (фр.). — Editions L'Harmattan, 1999. — ISBN 9782296391994.
- Gérard Gertoux. The Name of God Y.eH.oW.aH Which is Pronounced as it is Written I_Eh_oU_Ah. It Story (англ.). — University Press of America, 2002. — (G - Reference, Information and Interdisciplinary Subjects Series). — ISBN 9780761822042.
- Gérard Gertoux. Guds navns historie (неопр.). — København: Gramma, 2005. — ISBN 87-990125-6-1.
- Gèrard Gertoux. Storia del nome di Dio. Un recente studio che fà luce sulla corretta pronuncia del sacro nome (итал.) / S. Pizzorni; G. Gabrielli; M. Aragone. — Azzurra 7, 2007. — ISBN 9788888907093.
- Didier Mickaël Fontaine. Le nom divin dans le nouveau testament (неопр.). — Editions L'Harmattan, 2007. — (Religions et Spiritualité). — ISBN 9782296176096., (preface of Gérard Gertoux).
- Fritz Poppenberg (2014). The Name of God. Drei Linden Film.
- Жерар Жерто. Имя Бога: его история и произношение. — Киев: Strelbytskyy Multimedia Publishing, 2018. Архивировано 14 июня 2020 года.
- Gérard Gertoux. Text and image: proceedings of the 61e Rencontre Assyriologique Internationale, Geneva and Bern, 22-26 June 2015 (англ.) / Pascal Attinger; Attinger P.; Cavigneaux A.; Mittermayer C.; Novak M.. — Leuven; Bristol, CT: Peeters Publishers, 2018. — Vol. Vol. 40. — (Orbis biblicus et orientalis., Series Archaeologica). — ISBN 978-90-429-3713-0.

## Внешние ссылки
- Ассоциация Библейских Исследований Д'Ансьен Манускриты Архивная копия от 3 января 2020 на Wayback Machine